# کهنه‌لاهیجان

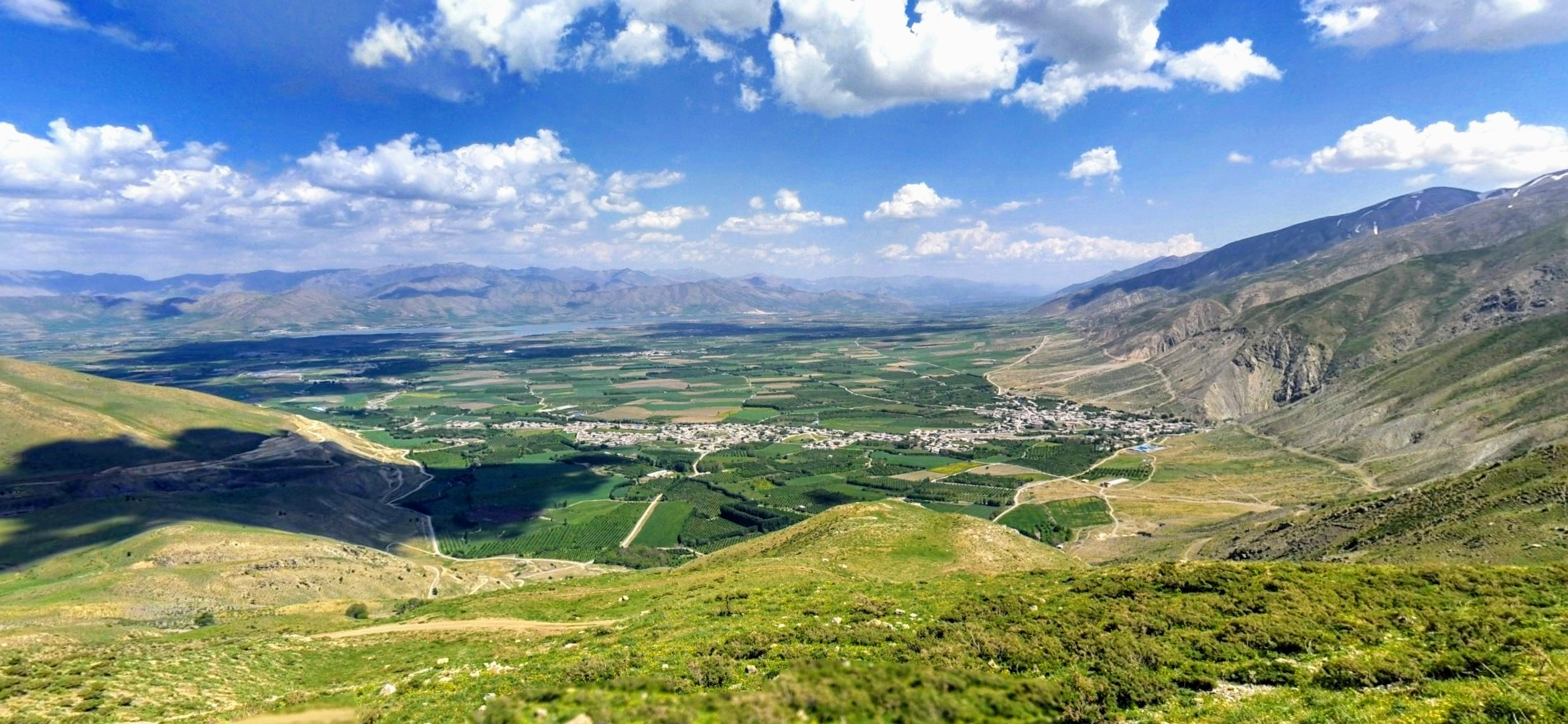
تصویری از کهنه لاهیجان

کهنه لاهیجان، روستایی است از توابع بخش مرکزی شهرستان پیرانشهر در استان آذربایجان غربی کشور ایران. 
بنا بر روايتى، کهنه‌لاهیجان را لاهيج بن سام، فرزند نوح، بنا نهاده است. این روستا از مدنیت طولانی‌ برخوردار بوده و قدمتی چند هزار ساله دارد و در دوران حکومت‌های ایرانی از جمله ساسانیان و اشکانیان یکی‌ از مناطق پررونق ایران بوده است.
سرسبز بودن این منطقه توجه گردشگران زیادی را به خود جلب کرده است.
روستای کهنه لاهیجان به لحاظ مختصات فرهنگی و بخش‌بندی منطقه کُردنشین در زمره آبادی‌های مُکریان به حساب آورده می‌شود.

## وضع طبیعی

### محل وقوع جغرافیایی
کهنه لاهیجان در فاصله ۸ کیلومتری پیرانشهر و ۱۴۰ کیلومتری شهر ارومیه (مرکز استان) واقع شده است و از روستاهای نزدیک به شهر است.

### ویژگی‌های اقلیمی
آب و هوای این روستا در زمستان سرد و در تابستان معتدل می‌باشد.

## منشاء نام‌گذاری
این روستا که در زبان محلی کەونە لاجان نامیده می شود به دلیل داشتن زمین های حاصلخیز، مراتع و چراگاه های مناسب دامداری، نزدیک بودن به شهر و داشتن آب فراوان برای کشاورزی و در کل مشابهت آن با شهر لاهیجان در شمال ایران و غرب استان گیلان به این نام نام‌گذاری شده است.

## سابقه تمدن

### گنجینه سکه‌های ساسانی
در سال ۱۳۸۵ و به دنبال فعالیت‌های خاکبرداری در قصبه کهنه‌لاهیجان در شهرستان پیرانشهر، کوزه‌ای حاوی سکه‌های نقره ساسانی کشف و یکهزار و ۲۶۷ سکه به اداره میراث فرهنگی پیرانشهر تحویل داده شد که این گنجینه ارزشمند اکنون در موزه ارومیه نگهداری می‌شود.
تعداد سکه‌ها یکهزار و ۲۶۷ سکه مربوط به پادشاهان دوره ساسانی از جمله خسرو انوشیروان و خسرو پرویز است. همچنین این سکه‌ها بزرگترین گنجینه سکه خسرو دوم (خسرو پرویز) برای شناخت جغرافیای اداری روزگار ساسانی در جهان تا به امروز به‌شمار می‌رود.

## وقایع تاریخی‌
روز ۱۵ شهریور ۱۳۵۳ حداقل پانزده نفر بر اثر حمله هواپیماهای جنگنده میگ عراقی به «قریه کهنه لاهیجان» از توابع شهرستان پیرانشهر به درجه رفیع شهادت نائل آمده و چندین منزل با خاک یکسان شدند. در پی این حمله، دولت وقت ایران به شورای امنیت سازمان ملل شکایت برد و در یادداشت‌هایی جداگانه به سفارت عراق در تهران و به وزارت امور خارجه آن کشور، از حکومت بغداد تقاضای غرامت کرد. این حوادث ۶ ماه قبل از امضای پیمان الجزایر رخ داد.

## ویژگی‌‌های مردم‌نگاشتی

### جمعیت
بر اساس سرشماری سال ۱۳۸۵ جمعیت این روستا ۹۵۷ نفر (۱۷۰ خانوار) بوده‌است. یکی از روستاهای مهاجرپذیر منطقه بوده و جمعیت آن رو به رشد می باشد.

### زبان و گویش
مردم این روستا به زبان‌ کُردی، گویش کُردی مرکزی، لهجه مکریانی و زیرلهجه‌ی پیرانشهری سخن می‌‌گویند.
از نظر ساختاری و از نظر واژگانی، لهجه‌ی این روستا همانندی بسیاری با لهجه شهرهای مهاباد و نقده داشته و با لهجه شهرهای سردشت، بوکان و اشنویه فرق زیاد ندارد.
تفاوت لهجه روستای کهنه‌لاهیجان با لهجه شهرستانهای استان کردستان کاملا محسوس و نمایان می‌‌باشد و با لهجه استانهای کرمانشاه و ایلام فرق عمیق دارد.

### اتنیک و نژاد
از منظر اتنیکی، مردم این روستا از ایرانیان کُرد هستند و به لحاظ نژادی منسوب به شعبه‌ی ماد از نژاد آریا می‌‌باشند.

### دین و مذهب
در کهنه‌لاهیجان اکثریت مردم پیرو دین اسلام و مذهب اهل سنت (امام شافعی) می‌باشند.

## ویژگی‌های فرهنگی
مردم کهنه لاهیجان افرادی باایمان و متدین هستند و همواره در تمام امورات به یاری یگدیگر می شتابند و خود را در غم و شادی همدیگر شریک می دانند.

## کشاورزی
از آنجائیکه کهنه‌لاهیجان در دامنه کوه قرار گرفته و دارای آب فراوان است یکی از روستاهای  مناسب برای کشاورزی است. محصول عمده کشاورزی روستا گندم و چغندر می باشد و این روستا دارای باغ های فراوان سیب و هلو و … می باشد.